# نينو بنفينوتي
نينو بنفينوتي (بالإيطالية: Nino Benvenuti)‏ مواليد 26 أبريل 1938 في إيزولا، سلوفينيا، هو ملاكم إيطالي سابق يصنف ضمن فئة الوزن المتوسط. حقق بطولة رابطة الملاكمة العالمية وبطولة المجلس العالمي للملاكمة. يعتبره الكثيرون أعظم ملاكم إيطالي.

## إحصائيات
خاض خلال مسيرته 90 نزالا، فاز في 82.

## روابط خارجية
- نينو بنفينوتي على موقع IMDb (الإنجليزية)
- نينو بنفينوتي على موقع الموسوعة البريطانية (الإنجليزية)
- نينو بنفينوتي على موقع قاعدة بيانات الفيلم (الإنجليزية)
- نينو بنفينوتي على موقع بوكس ريك (الإنجليزية) (registration required)
- نينو بنفينوتي على موقع أوليمبيديا (الإنجليزية)
- نينو بنفينوتي على موقع اللجنة الأولمبية الإيطالية (الإيطالية)
- نينو بنفينوتي على موقع CONI honoured athlete website (الإيطالية)